# فرودگاه ال لنسرو
فرودگاه ال لنسرو (به انگلیسی: El Lencero Airport) یک فرودگاه همگانی مسافربری با کد یاتا JAL است که یک باند فرود آسفالت دارد و طول باند آن ۱۷۰۰ متر است. این فرودگاه در کشور مکزیک قرار دارد و در ارتفاع ۹۵۳ متری از سطح دریا واقع شده است.